# Filip Phan Văn Minh
Św. Filip Phan Văn Minh (wiet. Philiphê Phan Văn Minh) (ur. ok. 1815 r. w Cái Mơn, prowincja Vĩnh Long w Wietnamie – zm. 3 lipca 1853 r. w Đinh Khao w Wietnamie) – ksiądz, męczennik, święty Kościoła katolickiego.
Jego rodzicami byli Dominik Phan Văn Đức i Anna Tiêu. Był najmłodszym z 14 rodzeństwa. Uczył się w seminarium duchownym w Lái Thiêu. Po zamknięciu seminarium udał się do Tajlandii, a następnie do Malezji. W 1838 r. został wysłany przez biskupa do Kalkuty jako współpracownik w opracowywaniu słownika łacińsko-wietnamskiego. Święcenia kapłańskie przyjął w Wietnamie w 1840 r. Podczas prześladowań został uwięziony w lutym 1853 r. Stracono go 3 lipca 1853 r.
Jest patronem seminarium diecezji Vĩnh Long.
Dzień wspomnienia: 24 listopada w grupie 117 męczenników wietnamskich.
Beatyfikowany 27 maja 1900 r. przez Leona XIII. Kanonizowany przez Jana Pawła II 19 czerwca 1988 r. w grupie 117 męczenników wietnamskich.